# Ali Duale
Ali Duale est un pompier et homme politique canadien. Il représente la circonscription d'Halifax Armdale (en) à l'Assemblée législative de la Nouvelle-Écosse depuis l'élection provinciale du 17 aout 2021.
Ali Duale a fui la Somalie en 1991. Il a passé sept ans dans un camp de réfugiés au Kenya avant de s’établir au Canada.